# Forcipomyia virgula
Forcipomyia virgula är en tvåvingeart som beskrevs av Yu och Wen 1985. Forcipomyia virgula ingår i släktet Forcipomyia och familjen svidknott. Inga underarter finns listade i Catalogue of Life.